# Amanda Serrano
Amanda Serrano est une boxeuse américaine née le 9 octobre 1988. Championne du monde dans cinq catégories différentes, elle combat contre Katie Taylor au Madison Square Garden en 2022 dans un combat historique pour la boxe féminine. Sa sœur Cindy est également boxeuse professionnelle.

## Biographie
En 2017, Amanda Serrano remporte le titre de champion du monde dans une cinquième division différente, avec la particularité d'être descendue de catégories au cours de sa carrière - alors que l’inverse est plus fréquent.
En mai 2022, Amanda Serrano est à l’affiche du combat principal d'une grande soirée de boxe anglaise organisée au Madison Square Garden face à l'Irlandaise Katie Taylor. Devant 19 187 spectateurs, Serrano s'incline au terme du combat à la décision des juges deux cartes (97 points à 93 et 96 à 93) une (94 à 96 en sa faveur),.
En février 2023, au Hulu Theater, Amanda Serrano devient championne du monde incontestée en remportant la ceinture WBA, la dernière qui lui manquait, après un rude combat contre la boxeuse mexicaine Erika Cruz (en). Dans cet affrontement, les deux boxeuses s'échangent un total de 1 917 coups en dix reprises, 459 touchant l’adversaire. Proche d'envoyer Cruz au tapis dans la sixième reprise, Amanda Serrano la fait abondamment saigner et remporte la décision unanime des juges.

## Palmarès
| 49 combats      | 46 victoires | 2 défaites |
| Avant la limite | 30           | 0          |
| Sur décision    | 16           | 2          |
| Match nul       | 1            | 1          |